# نظرية اجتماعية
 النظرية الاجتماعية  تشيرُ إلى استعمالِ مجرد في أغلب الأحيان لهياكل مركبة نظرية لتَوضيح وتَحليل أنماطِ الحياةِ الاجتماعيةِ.
في حين تعدّ النظرية الاجتماعية في أغلب الأحيان فرع من فروع علم الاجتماع، مع ذلك تعدّ النظرية الاجتماعية ذات علاقة بالعديد من الاختصاصات العلمية مثل اقتصاد، علم اللاهوت، تاريخ، والعديد مِنْ المجالات الأخرى.
على أية حال، فإن أي بحث أساسه موضوعي يُمْكِنُ أَنْ يُوفّرَ الدّعم للتفسيراتِ وفي أغلب الأحيان تعطىَ التفسيرات مِن قِبل العلماء النظريين الاجتماعيينِ. البحث الإحصائي المؤسس بأشكال علمية، على سبيل المثال، لدراسة حالات عدم تكافؤ الدخل بين النِساءِ والرجالِ سيساعد بعد ذلك في تأسيس نظرياتِ اجتماعيةِ المعقّدةِ تبحث في مساواة جنسين أَو النظام الأبوي.
بنفس الوقت نجد علماء نظريون نقديون مثل رائدو التفكيكية أَو ما بعد الحداثة، يجادلون بأنّ أيّ نوع من البحثِ أَو المنهج يمكن أن ينحرف بشكل فطري. وفي العديد مِنْ الحالات يكون المجتمع الذي تصفه هذه النظريات بعيدا عن المجتمع الراهن لدرجة لا تصدق.
تمثل النظريات الحداثية modernity والنظريات اللا سلطوية anarchy مثالين عن هذه النظريات.

## تعريف النظرية الاجتماعية
هناك تعريفات مختلفة وضعها علماء الاجتماع للنظرية الاجتماعية منها:
- تعريف كورنبلام (W.Kornblum) وسميث (Smith) النظرية على اعتبار أنها مجموعة من المفاهيم المترابطة التي تهدف إلى تفسير أسباب حدوث ظاهرة اجتماعية يمكن ملاحظتها.[1]

## خطوات بناء النظرية الاجتماعية

### نموذج النظرية
وهو الخطوة الأولى والأساسية الكبرى في عملية التنظير وهي الأدوات وهو يتركب من صياغة مفاهيم معينة عن الظواهر مثل (اتجاه الصراع) أو (الوظيفة البنائية).

### المفاهيم
يتضمن أي نموذج مفاهيم وهي عبارة اسم أو عنوان لفئة من الظواهر مثل (الشخصية والطبقة الاجتماعية).

### العلاقة بين المفاهيم
```
تأكيد علاقة المفاهيم ببعضها البعض وذلك بأن تكون مرتبطة منطقياً ونظرياً.
```

### الإجراءات
تحتاج لمفاهيم وحالات العلاقات إلى أن تعرف تجريبياً (تعريف إجرائي).

### المنهج
وهي تتضمن المنهج التجريبي لاختبار الفروض.

### تحليل البيانات
عادة يستخدم التحليل الفني والإحصائي لتحليل البيانات.

## تاريخ

### علم الاجتماع قبل الكلاسيكي
قبل القرن التاسع عشر، كَانتْ النظريات الاجتماعية الكلاسيكية بشكل كبير سردية ومعيارية، مصاغة في شكلِ قصّةِ، وتفترض دعم ووجود المبادئِ الأخلاقيةِ وتَوصي بتصرفات أخلاقيةَ. في هذا الوقت، كان من المحتملُ إيجاد علماء نظريين اجتماعيين كشخصيَّات دينية.
كان أبرز شخصيتين ساهما في علم الاجتماع في تلك الفترة توماس الأكويني والقديس أوغسطين، اللذان اهتما بشكل خاص بتشكيل مجتمع عادل. كان أوغسطين يَصِفُ المجتمع الروماني القديم لكن من خلال كراهيته للمعتقدات الرومانية القديمة، وفي ردِّ فعل واضح وضع نظرية مدينة الله. إذا ذهبنا خارج الغرب، نَجِدُ نفس الحالةِ عند «العالم النظري الاجتماعي» الصيني، السيد كونغ الذي فسّرَ المجتمع العادل ووَصفَ المجتمعَ الواقعي على أنه ولايات متحاربة.
لاحقاً، أيضاً في الصين، أوصىَ موزي بان يكون عِلْم الاجتماع أكثر مصلحية، لكن أن يبقى أخلاقيَا أساسا.

### علم الاجتماع الكلاسيكي
في القرن التاسع عشر ثلاث نظرياتِ كلاسيكيةِ عظيمةِ أحدثت تغييرِا تأريخيِا واجتماعيِا: تطورية اجتماعية وهي نظرية تشكل (دارونية اجتماعية جزء منها)، نظرية الدورة الاجتماعية ونظرية الماركسية المادية التاريخية. تلك النظرياتِ كَأنت تشترك بعامل مشتركُ واحد: كانوا جميعاً يتفقون بأنّ تاريخ الإنسانية يتبع طريق ثابت مؤكد، على الأغلب يضمن تقدم اجتماعي. هكذا، كُلّ حدث ماضي لا يحدث فقط بترتيب زمني، لكن يرَتبطَ بشكل طبيعي مع الأحداثِ الحالية والمستقبليةِ. افترضتْ تلك النظريات بأنّ دراسة تسلسل تلك الأحداثِ، سيُمْكِنُ عِلْم الاجتماع من أن يَكتشفَ قوانين التاريخ.
العالم النظري الأول هيربرت سبينسر آمنَ بشكل كبير بمبدأ "البقاء للأصلح "وأوصىَ تجنّبَ العملِ الحكوميِ الذي يساعد الاشتراكيات السيئة (بنظره).
كما كذّب مع كونت أسس نظرية الداروينية الاجتماعية.

### علم الاجتماع الحديث
النظرة الكلاسيكية، قريبة من النظرة تاريخية، انتقدتَ مِن قِبل العديد مِنْ علماءِ الاجتماع والفلاسفةِ الحديثينِ، بينهم كارل بوبر، روبرت نيسبر، تشارلز تيلي وإمانويل فالرشتاين.
تُمثّلُ النظرياتُ الاجتماعيةُ الحديثةُ النسخةِ المتقدّمةِ للنظرياتِ الكلاسيكيةِ، مثل التطورية الحديثة أَو البيولوجيا الاجتماعية، أَو النظرية العامّة للذاتيّةِ وخَلْقِ المجتمعِ. 
الإرادة الحرّة والاختيار وأهمية الأحداثِ المتقلّبةِ العشوائيةِ هي أمور صعبة التفسير بالنسبة للمدرسة الحتمية القديمة. هكذا أغلب علماءِ اجتماع الحديثين لا يَعتبرونَ وجود تَوحيد عظيم ل ' قوانين التاريخِ '، لكن هناك قوانينَ أكثرَ تخصصا وأضيق مجالا حول التاريخِ.